# Marcus Printup
Marcus Printup (Conyers, 1967. január 24. –) amerikai dzsessztrombitás.

## Pályakép
A szülei által vezetett baptista gyülekezet kórusában és kísérő együttesében szerezte Printup első zenei tapasztalatait. A georgiai Állami Egyetemen tanult trombitálni, ezután pedig Floridában, Jacksonville-ben.
1989-ben turnéra indult a Disney All-American Marching Banddel. Már tanulmányainak utolsó szakaszában rangos díjakat kapott. 1991-ben a Thelonious Monk Verseny kiemelkedő szólistája volt. 1992-ben Marcus Roberts-szel turnézott. Ezt követték turnéi Carl Allennel és Betty Carterrel.
1994-ben a Lincoln Center Jazz Orchestra tagja lett.
Szülővárosa 2005-ben megünnepelte a Marcus Printup-napot.
1972-ben nősült, felesége Riza Printup hárfaművész.

## Lemezek
- Song for the Beautiful Woman (1995)
- Unveiled (1996)
- Hubsongs: The Music of Freddie Hubbard és Tim Hagans (1998)
- Nocturnal Traces (1998)
- Peace in the Abstract (2006)
- Jam Session, Vol. 25 with Ryan Kisor és Joe Magnarelli (2008)
- London Lullaby (2009)
- Homage (2012)
- Desire (2013)
- Lost (2014)
- Young Bloods (2015)
- Gentle Rain (2020) és Riza Printup